# Ibis de clatell vermell
L'ibis de clatell vermell (Pseudibis papillosa) és una espècie d'ocell de la família dels tresquiornítids (Threskiornithidae), notable per una distintiva taca vermella darrere del cap.

## Morfologia
- Fa uns 68 cm de llarg.
- Color general del plomatge marró fosc, amb el dors verd brillant. Una taca blanca al "muscle", notable en vol.
- Pell nua del cap negra, amb una taca vermella a la part de darrere. Bec verd fosc. Potes rosa fosc.

## Hàbitat i distribució
Habita llacs, rius, aiguamolls i terres de conreu a Sind (Pakistan), la major part de l'Índia i la zona adjacent de Nepal.